# نیشاوا
نیشاوا (به لاتین: Nieszawa، تلفظ: [ɲeˈʂava]) یک شهرک در لهستان است که در شهرستان آلکساندروف واقع شده‌است.

## خصوصیات
نیشاوا ۹٫۷۹ کیلومترمربع مساحت و ۱٬۹۸۵ نفر جمعیت دارد و ۵۰ متر بالاتر از سطح دریا واقع شده‌است.